# Eragon (Computerspiel)
Eragon ist ein 2006 veröffentlichtes Actionspiel von Sierra Entertainment, welches auf dem Kinofilm Eragon – Das Vermächtnis der Drachenreiter (2006) basiert, dessen Grundlage wiederum das Buch Das Vermächtnis der Drachenreiter (2004) von Christopher Paolini bildet. Die Handlung des Spiels entspricht bis auf kleine Änderungen der Vorlage.
In Europa erschien es am 24. November 2006 für Microsoft Windows, Xbox, Xbox 360, PlayStation 2, PlayStation Portable, Nintendo DS, GameCube und Game Boy Advance.

## Spielprinzip
Der Spieler verkörpert die Hauptfigur Eragon und wird von Brom und Saphira begleitet. Man kann mit gleichbleibenden Aktionen kämpfen. Während des Spielens kann der Spieler das Zaubern lernen und einfache Zaubertricks vollführen.
Der Großteil des Spiels wird von Third-Person-Kämpfen eingenommen, normalerweise zu Fuß. Zu Beginn des Spiels kann der Spieler vier „Combo“-Angriffe verwenden. Außerdem können sie drei grundlegende magische Angriffe verwenden: magisches Drücken/Ziehen (Thrysta Vindr), magisches Schild (Skölir) und magisches Feuer (Brisingr). Diese drei magischen Angriffe können auf unterschiedliche Weise eingesetzt werden (z. B. Brisingr-Pfeile oder magisches Werfen von Speeren in Körbe). Auf den PC- und Konsolenversionen (mit Ausnahme der Xbox-360-Version) gibt es sechzehn Level.
Einige Missionen erlauben dem Spieler, den Drachen Saphira im Kampf einzusetzen. Die Gameplay-Mechaniken in diesen Levels ähneln weitgehend denen in bodengestützten Levels, mit Ausnahme einiger unterschiedlicher Angriffsbewegungen (z. B. Schwanzangriffe). Protagonist Eragon sitzt in diesen Abschnitten auf Saphiras Rücken und kann dazu gebracht werden, magische Pfeile abzufeuern. Der Spieler hat keine Wahl, ob er Saphira verwendet oder nicht. Ebenso kann der Spieler Saphira nicht in bodengebundenen Levels verwenden: Sie können nach ihr rufen und sie wird vorbeifliegen, aber es ist nicht möglich, diese Funktion zu verwenden, um Saphira zu reiten. Es gibt einen Mehrspieler-Koop-Modus, der es zwei Personen ermöglicht, die Haupthandlung durchzuspielen. Es ist jederzeit möglich, von einem Ein-Spieler-Spiel zu einem Zwei-Spieler-Spiel zu wechseln. Es gibt keine Online-Mehrspieler-Option.

## Entwicklung
Am 18. April 2006 gab Vivendi Universal Games bekannt, im Dezember desselben Jahres eine Videospieladaption des Eragon-Films für die meisten großen Spieleplattformen zu veröffentlichen. Die Konsolenversionen wurden von Stormfront Studios entwickelt, die zuvor an der Spieladaption von Der Herr der Ringe: Die Zwei Türme gearbeitet hatten. Amaze Entertainment, zuvor bereits für die Spiele zu Fluch der Karibik und Ab durch die Hecke zuständig, entwickelten die Handheld-Versionen. Das Spiel befand sich seit der Vorproduktion des Films in Entwicklung. Das Spiel war auf der Electronic Entertainment Expo im Mai 2006 zu sehen und wurde auf der Comic-Con 2006 vorgestellt, wo ein Level vom Publikum gespielt werden konnte. Die Feinde bestanden darin ausschließlich aus Urgals und der Spieler musste mehrere Hindernisse mithilfe von Magie und Saphira überwinden. 

## Rezeption
Die PC-Version hat eine von Metacritic aggregierte Wertung von 51 aus 100 Punkten erzielt, was mittelmäßig ist.
IGN kritisierte vor allem eine schlechte Kamera, wenig ausgefeilten Kampf und eine zu kurze Spieldauer. Sie bewerteten das Spiel mit 4,7 von 10 Punkten.
Die Handheld-Versionen des Spiels erhielten im Allgemeinen positivere Kritiken. Die Nintendo-DS-Version erhielt eine positive Bewertung von IGN, die das Spiel für sein „solides Gameplay, die unterhaltsamen Quests und das gründliche Menü- und Tutorialsystem“ lobten. Es erhielt 7,5 von 10 Punkten. Für ein Nintendo-DS-Spiel sei Eragon erstaunlich gut entwickelt.
Gamezone sagt: „Die Qualität reicht von erstaunlich bis miserabel.“ und vergibt 6,8 von 10 Punkten.